# Chlorophylle d
La chlorophylle d est une forme de chlorophylle présente chez les  cyanobactéries, qui sont des organismes photosynthétiques. Elle absorbe l'énergie lumineuse aux longueurs d'onde voisines de 690 nm in vitro, et entre 400 et 470nm dans le rouge profond à la limite du spectre visible, avec une fluorescence présentant un pic à 722 nm.
La chlorophylle d a longtemps été décrite comme étant présente dans les chloroplastes des algues rouges ; en réalité, elle se trouve seulement dans les cyanobactéries épiphytes,. 

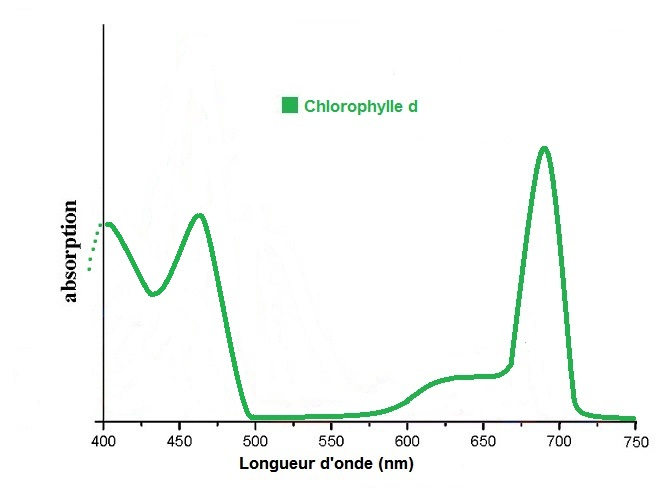
spectre d'absorption de la chlorophylle d